# Tribonanthes australis
Tribonanthes australis là một loài thực vật có hoa trong họ Huyết bì thảo. Loài này được Endl. miêu tả khoa học đầu tiên năm 1839.